# Курницкая библиотека
Курницкая библиотека (пол. Biblioteka Kórnicka) — библиотека в городе Курник в Польше. Библиотека находится в здании Курницкого замка.
Одна из пяти крупнейших библиотек Польши. Фонд библиотеки состоит из более 350 000 томов, включая 30 000 книг, изданных более 150 лет назад и 15 000 манускриптов, среди которых произведения Адама Мицкевича и Юлиуша Словацкого.
Также в библиотеке хранится часть документов Государственного воеводского архива в Познани.
Филиал библиотеки расположен во Дворце Дзялынского в Познани.

## История
Основана в 1828 году графом Титом Дзялынским. Ранее библиотека была известна как Курницкая библиотека графов Дзялынских.
Во время пребывания польских земель под властью Пруссии охраной памятников национального прошлого занимались такие патриоты, как Эдвард Рачинский и Тит Дзялыньский. Результатом их работы и стали библиотеки, которые существуют и сегодня, — Библиотека Рачинского (с 1829 г.) и Курницкая библиотека, в то время как другие книжные собрания исчезли.
С 1860 по 1880 год библиотекой занимался Иоанн Дзялынский, который был сыном Тита Дзялынского. Он после смерти историка и археографа Миколая Малиновского приобрёл его ценную библиотеку, в 1872 — частную коллекцию математика Теофила Жебравского, а в 1875 году приобрёл у дочери математика-философа Юзефа Вронского его частное собрание книг.
Затем собственником замка и собрания стал его племянник граф Владислав Замойский, который создал для содержания библиотеки Фонд «Заклады Курницкие».
К началу XX века библиотека насчитывала 40 000 томов, 200 инкунабулов и 1000 рукописей, большей частью относящихся к истории и литературе старой Польши.
В 1920 году Замойский передал государству замок и его содержимое.
Деятельность фонда прерывалось только в период Второй мировой войны, во время которой замок и его коллекция не пострадали.
После войны фонд действовал до 1953 года, после чего библиотека стала частью Национальной библиотеки Польши и перешла под управление Польской академии наук.